# 39e groupe de reconnaissance de division d'infanterie
Le 39e groupe de reconnaissance de division d'infanterie (39e GRDI) est une unité de l'armée française crée en 1939 et rattachée à la 36e division d'infanterie. 

## Historique

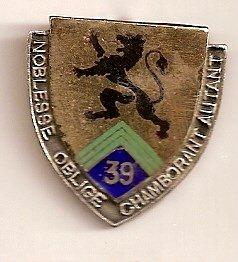
insigne du 39e GRDI (collection salle d'honneur 2e Hussards).

Le 39e GRDI est créé en 1939 par le 2e régiment de hussards et le centre mobilisateur de cavalerie no 18 de Tarbes.  Il est rattaché à la 36e division d'infanterie. 
Débarqué dans la région de Clermont en Argonne, il est, le 1er octobre, sur la position fortifiée et tient, en avant de cette position, les avant-postes dans le secteur de Sierck-Apach, sur la rive droite de la Moselle où il enregistre ses premières pertes. Au cours des divers engagements, il se conduit de telle façon qu’il reçoit, le 8 novembre, les félicitations du général Freydenberg, commandant le corps colonial (ordre général n° 5 du 8 novembre 1939). 
Le 13 mai, il est au repos dans la région de Mailly, où il apprend l’offensive allemande et reçoit l’ordre de départ pour le secteur du front où l’ennemi a percé. Lors de l'invasion allemande, il combat en Argonne entre le 14 et le 17 mai pour défendre les défilés de Grandpré et du  Chesne-Populeux. Il se replie et livre ensuite de durs combats à Blaise et Contreuve  le 10 juin puis à Vézelise dans la Meuse le 20 juin. Il combat encore à Vitrey où l'ensemble du l'escadron hippomobile est capturé. 
Le peloton de canon de 25 portés du lieutenant Guyon de Salettes séparé du reste du groupement est incorporé au 51e GRDI en poste à Remiremont (Vosges). Il se bat brillamment le 20 juin 1940 sur l’axe Remiremont - Saint-Étienne-Lès-Remiremont et détruit coup sur coup cinq chars allemands avant d’être accablé par des forces supérieures et de déposer les armes sur l’ordre général n° 5 du général Dubuisson le 22 juin 1940. Les restes de l'unité déposent les armes sur ordre le 22 juin. Seule une quarantaine de soldats réussissent à échapper à la capture et rejoindront Tarbes.

## Ordre de Bataille

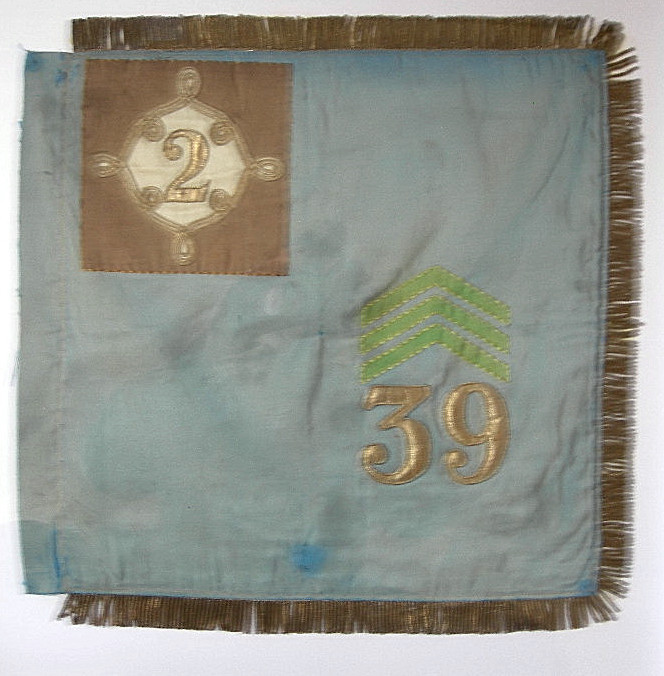
Fanion du 39e G.R.D.I (salle d'honneur du 2e Hussards - Haguenau).

- Fanion du 39e G.R.D.I (salle d'honneur du 2e Hussards - Haguenau).Commandement : lieutenant-colonel de Fontanges puis lieutenant-colonel Roman-Amat à partir du 1er juin 1940[1] (ancien lieutenant du 2e Hussards en 1914)
- Adjoint : capitaine Magnen[1]
- Escadron Hors Rang : capitaine Andrieu[1]
- Escadron hippomobile : capitaine de Vismes[1] (tué le 12 juin 1940 à Contreuve)
- Escadron Motorisée : capitaine Licart[1]
- Escadron Mitrailleuses et Canons de 25 antichars : lieutenant de Pimodan[1]